# Flygstaden, Söderhamns kommun
Flygstaden är en företagspark i Söderhamns kommun i Gävleborgs län.
Flygstaden är belägen på det område som fram till 1998 tillhörde den då nedlagda Hälsinge flygflottilj (F 15) i Söderhamn. Området ägs numera av Flygstaden AB.